# Sebastian Rajalakso
Sebastian Rajalakso (* 23. September 1988 in Enköping) ist ein schwedischer Fußballspieler. Der Offensivspieler debütierte 2008 in der Allsvenskan.

## Werdegang
Rajalakso begann mit dem Fußballspielen bei Fanna BK. 2000 wechselte er in die Jugendabteilung von Enköpings SK. Für den Klub debütierte er 2007 in der Superettan und konnte mit neun Saisontoren als Stürmer überzeugen. Daher wechselte er nach einem Jahr in der zweiten Liga zusammen mit seinem Mannschaftskameraden Martin Andersson  in die Allsvenskan zu Djurgårdens IF.
Auch in Stockholm legte Rajalakso einen guten Start hin und erzielte gleich bei seinem Erstligadebüt beim 2:1-Auswärtssieg bei IFK Norrköping am 30. März 2008 sein erstes Erstligator. Auch in den folgenden Partien war er jeweils einmal erfolgreich und erzielte somit in seinen ersten fünf Erstligaspielen jeweils ein Tor. Erst beim 0:0-Unentschieden gegen GAIS am sechsten Spieltag wurde diese Serie unterbrochen. Am 11. Spieltag am 10. Mai des Jahres wurde er beim letzten Spiel vor der Sommerpause, einer 1:5-Auswärtsniederlage bei Kalmar FF, beim Stand von 1:2 nach einem Tackling gegen Rasmus Elm per Roter Karte des Feldes verwiesen. Dennoch hatte er sich als Stammkraft etabliert und bekam von Trainer Sigurður Jónsson in seiner Debütsaison in nahezu allen Partien Einsatzzeit. Parallel spielte er sich in die schwedische U-21-Auswahl.  Nach Saisonende wurde er als Kandidat für die Auszeichnung als Årets Nykomling, die Auszeichnung des besten Nachwuchsspielers der Allsvenskan, nominiert. Letztlich erhielt Robin Söder von IFK Göteborg die Auszeichnung.
In der Spielzeit 2009 gehörte Rajalakso auch unter dem neuen Trainerduo Andrée Jeglertz und Zoran Lukić über weite Strecken der Spielzeit zu den Stammspielern. Er konnte mit drei Saisontoren nicht an seine Torgefährlichkeit des Vorjahres anknüpfen und rutschte mit dem Klub in den Abstiegskampf. Nachdem er im Hinspiel der Relegation bei der 0:2-Niederlage gegen Assyriska Föreningen nicht auf dem Platz stand, wirkte er beim 3:0-Rückspielerfolg nach Verlängerung als Einwechselspieler mit und verhalf zum Klassenerhalt. Nachdem er unter Trainer Lennart Wass in der folgenden Spielzeit zeitweise ins zweite Glied gerückt war, kehrte er unter dessen Nachfolger Magnus Pehrsson im Laufe des Jahres 2011 in die Stammformation zurück und belegte mit der Mannschaft Plätze im hinteren Tabellenmittelfeld. In der Spielzeit 2012 schwankte er wiederum zwischen Startelf und Auswechselbank, im März 2013 verlieh ihn der Klub letztlich an den Ligakonkurrenten Syrianska FC. Am Ende der Spielzeit stieg er mit seinem Leihverein aus der Allsvenskan ab.
Im Januar 2014 verließ Rajalakso Schweden und schloss sich dem polnischen Klub Jagiellonia Białystok an. Dort konnte er sich jedoch insbesondere nach einem Trainerwechsel von Piotr Stokowiec zu Michał Probierz nicht dauerhaft durchsetzen und stand teilweise lediglich für die zweite Mannschaft auf dem Spielfeld. Daher trennten sich Klub und Spieler bereits wenige Tage nach Saisonende im Mai. Im August nahm ihn der schwedische Zweitligist GIF Sundsvall unter Vertrag. Hier spielte er drei Jahre und wechselte dann weiter zum damaligen Drittligisten Syrianska FC. Mit dem Verein stieg er 2018 in die zweitklassige Superettan auf, Rajalakso schoss dabei acht Saisontore.